# Christopher Weigel

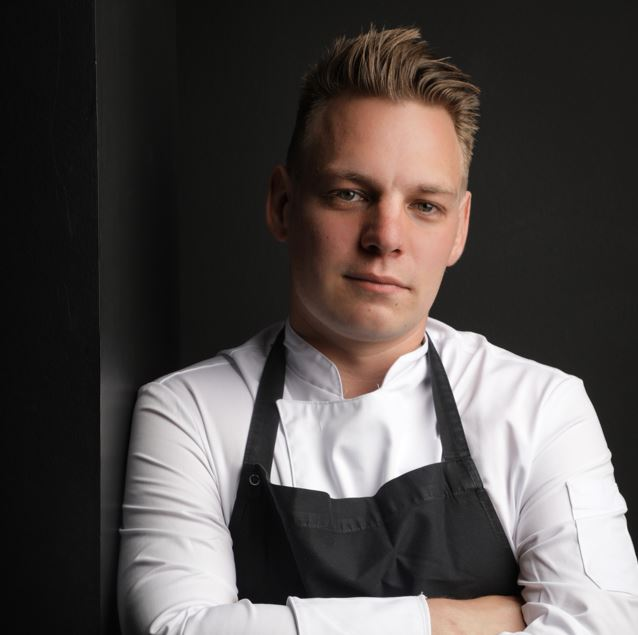
Küchenchef Christopher Weigel

Christopher Weigel (* 1991 in Hamburg) ist ein deutscher Koch.

## Leben

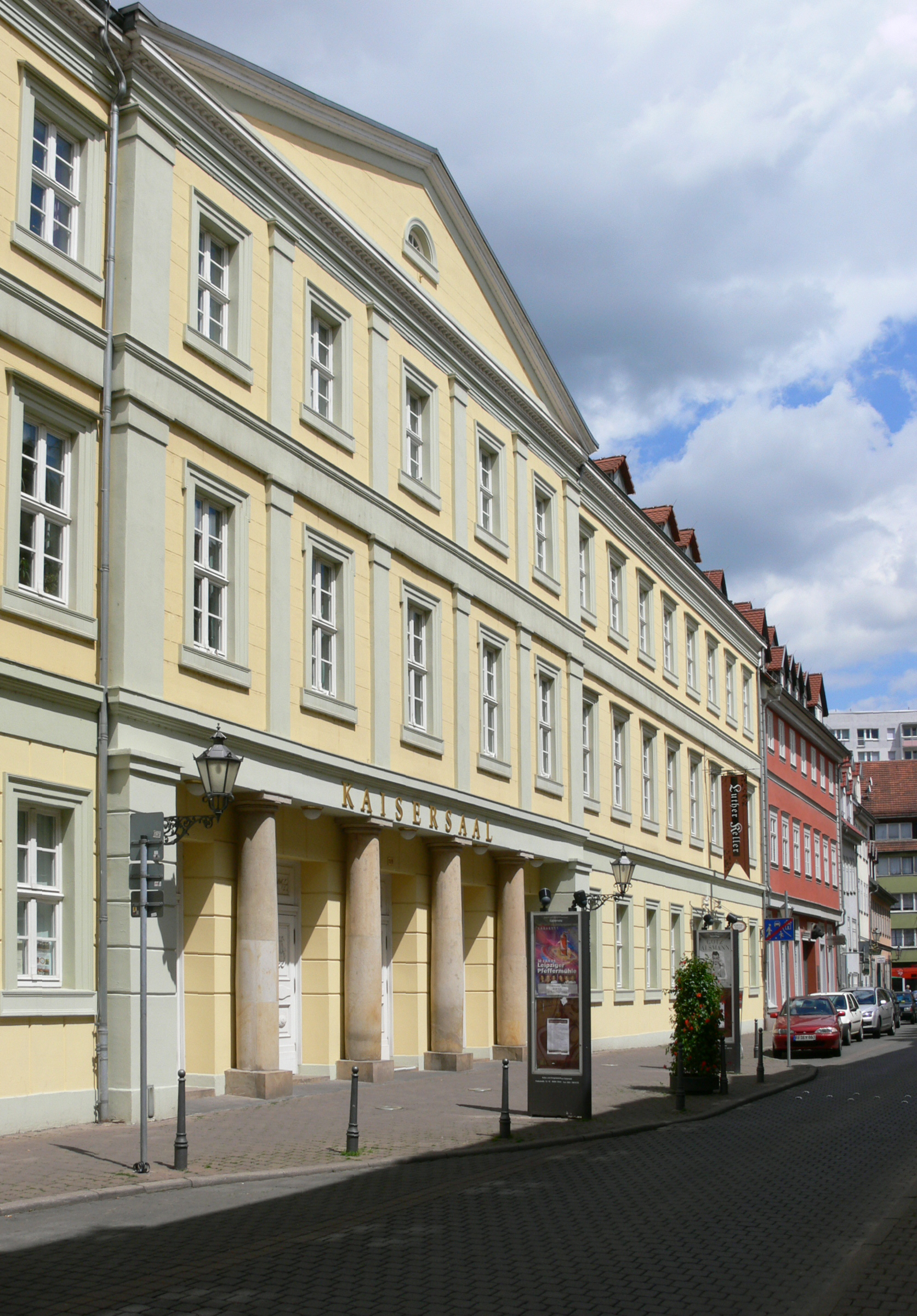
Der Kaisersaal in Erfurt

Nach Ausbildung und Station im Landhaus Scherrer bei Heinz Wehmann (ein Michelinstern) besuchte Weigel die Hotelfachschule.
2014 wurde er mit 23 Jahren Küchenchef im Hamburger Restaurant Nordlicht. 2018 wechselte er als Souschef zum Restaurant Vlet in der Speicherstadt in Hamburg. 2021 kochte er im Restaurant Kai3 im Hotel Budersand auf Sylt (ein Michelinstern).
Ende 2021 wurde er Küchenchef im Restaurant Clara im Kaisersaal in Erfurt, das 2023 mit einem Michelinstern ausgezeichnet wurde.

## Auszeichnungen
- Ab 2023: Ein Michelinstern für das Restaurant Clara im Kaisersaal in Erfurt[5]
- 2023: Top Chefs Germany von Rolling Pin[6]
- 2024: Aufsteiger des Jahres 2024 Großer Hotel & Restaurant[7]